# Galatéa Bellugi
Galatéa Bellugi, född 8 augusti 1997 i Paris, är en fransk skådespelare.
Bellugi har bland annat medverkat i filmerna En doft av kärlek – Pot au Feu och Gloria!.

## Filmografi (i urval)
- 2023 – En doft av kärlek – Pot au Feu
- 2024 – Gloria!